# Храм Святителя Николая (Ингольштадт)
Храм Святителя Николая (нем. Hl. Nikolaus-Kirche) — храм Берлинской и Германской епархии Русской Зарубежной Церкви, расположенный в городе Ингольштадт, Германия. Приход основан в 1945 году людьми так называемой первой и второй волн эмиграции.
При храме работает Церковно-приходская школа В. И. Даля. По соседству расположено здание УАПЦ в диаспоре (Константинопольский Патриархат)

## История
К северу от Фриденсказерна на 13-й улице в 1848 году были построены два здания для хранения боеприпасов. Восточный из них был сдан в 1945 году баварскими властями приходу РПЦЗ и приходу УАПЦ.
В 2007 году власти Баварии планировали прекратить аренду здания и продать его, но за православных вступились католики и протестанты.